# Загвязинский, Илья Исаакович
Илья Исаакович Загвязинский (25 августа 1905, Красноуфимск — после 1956) — советский учёный-правовед, кандидат юридических наук, профессор, заведующий кафедрой гражданского права Саратовского юридического института им. Д. И. Курского.

## Биография
Родился 25 августа 1905 года в Красноуфимске Пермской губернии в еврейской семье, отец был ремесленником-кустарём. В 1927 году принят в члены ВКП(б).
В 1934 году защитил диссертацию на соискание учёной степени кандидата юридических наук в Коммунистической академии СССР, после чего работал в ней же в должности доцента. Разрабатывал вопросы правового регулирования советской торговли, хозяйственного права, торговой кооперации. По мнению некоторых авторов первым из советских юристов исследовал договор розничной купли-продажи. В своей работе «Договор купли-продажи в советской розничной торговле» выделил особенности советского и буржуазного договоров розничной купли-продажи.
В середине 30-х годов направлен на профессорскую работу в Саратовский юридический институт им. Д. И. Курского, где до 1937 года работал в должности заведующего кафедрой гражданского права.
9 августа 1937 года арестован. 24 января 1938 года осужден по ст. 58 УК РСФСР к 10 годам лагерей. 7 апреля 1941 года мера наказания изменена на 5 лет лагерей. Реабилитирован 13 января 1956 года.
После освобождения проживал в Тюменской области.
Умер после 1956 года.

## Семья
- Жена — Блюма Григорьевна Загвязинская, учёный-правовед, доцент.
  - Сын — Владимир Ильич Загвязинский, доктор педагогических наук, профессор.

## Публикации

### Монографии, учебные пособия
- Загвязинский И. И. Хозрасчёт советского магазина / Гинцбург Л.. — М.: Госфиниздат, 1935. — 104 с.
- Амфитеатров Г., Гинцбург Л., Загвязинский И., Костельцев А., Липецкер М., Раевич С., Рубинштейн Б. Вопросы советского хозяйственного права / Гинцбург Л., Суворов И.. — М.: Советское законодательство, 1933. — 285 с.

### Статьи
- Загвязинский И. И. Договор купли-продажи в советской розничной торговле // Вопросы советского хозяйственного права : сборник. — 1933. — Вып. 1. — С. 223—256.
- Загвязинский И. И. Совещание кафедр хозправа московских вузов // Советское государство : журнал. — 1933. — № 1—2. — С. 128—131.
- Загвязинский И. И. Хозрасчет сельпо // Советское государство : журнал. — 1933. — № 5. — С. 68—77.
- Загвязинский И. И. Хозрасчет советского магазина // Советское государство : журнал. — 1932. — № 7—8. — С. 90—104.
- Загвязинский И. И. Л. Гатовский. О природе советской торговли на современном этапе. Переработанный доклад и прения и заключительное слово в секции обмена и распределения Института экономики Комакадемии (май-июнь 1931 г.). (Рецензия) // Советское государство : журнал. — 1932. — № 2. — С. 113—116.
- Загвязинский И. И. С. И. Раевич, Основы хозяйственного права, вып. I под ред. Т. И. Ходжаева, Госфиниздат, М. 1932, 86 с.; вып. II. Госфиниздат. М. 1933, 98 . (Рецензия) // Советское государство : журнал. — 1934. — № 2. — С. 121—124.